# 内尔库派
内尔库派（Nerkuppai），是印度泰米尔纳德邦Sivaganga县的一个城镇。总人口5691（2001年）。

## 人口
该地2001年总人口5691人，其中男性2719人，女性2972人；0—6岁人口681人，其中男340人，女341人；识字率55.14%，其中男性为65.72%，女性为45.46%。